# Параллельный перенос
Паралле́льный перено́с, иногда трансляция (от лат. translatio — перенос, перемещение) ― частный случай движения, при котором все точки пространства перемещаются в одном и том же направлении на одно и то же расстояние.

## Определение
Параллельный перенос ― перемещение всех точек пространства в одном и том же направлении на одно и то же расстояние.
Если {\displaystyle M} ― первоначальное положение, а {\displaystyle M'} ― смещённое в результате переноса положение точки, то вектор {\displaystyle {\overrightarrow {MM'}}} ― один и тот же для всех пар точек, соответствующих друг другу в данном преобразовании.

Параллельный перенос на вектор {\displaystyle {\vec {a}}} обозначается как {\displaystyle T_{\vec {a}}} (от лат. translatio - перенос, перемещение)

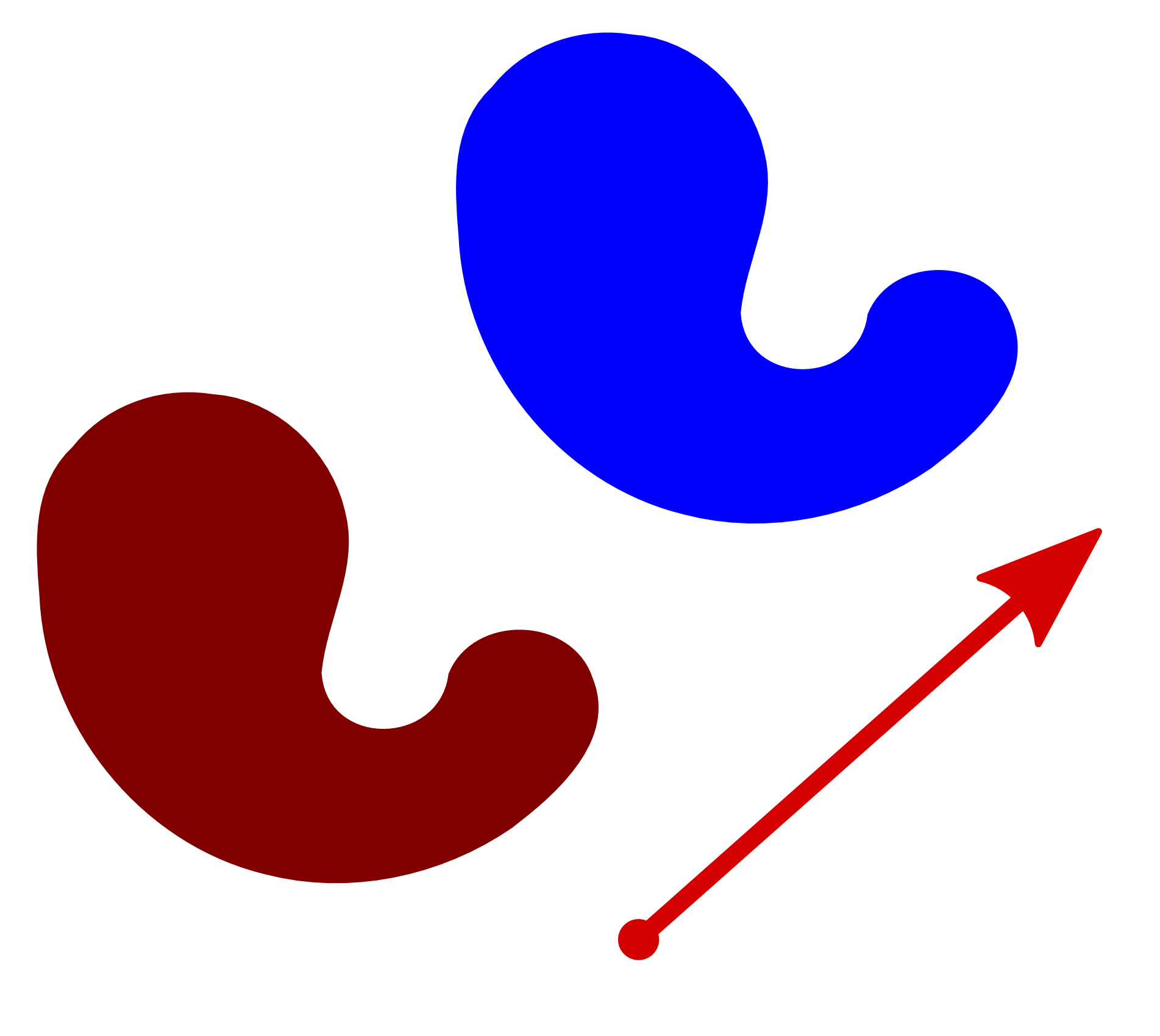
Параллельный перенос перемещает каждую точку фигуры или пространства на одно и то же расстояние в одном и том же направлении.

## Координатное представление
На плоскости параллельный перенос выражается аналитически в прямоугольной системе координат {\displaystyle (x,\;y)} при помощи
{\textstyle (x,\;y)\mapsto (x+a,\;y+b),}
где вектор {\displaystyle {\overrightarrow {MM'}}=(a,\;b)}.

## Свойства
- Две различные точки и их образы, полученные параллельным переносом, являются вершинами параллелограмма, в котором отрезок, соединяющий две начальные точки, образует одну сторону, а отрезок, соединяющий два их образа — противоположную ей сторону.
- У параллельного переноса нет неподвижных точек (если только это не тождественное преобразование, либо если прямая или плоскость не параллельны вектору параллельного переноса (т.к. именно он определяет направление переноса[2])).
- Совокупность всех параллельных переносов образует группу, которая в евклидовом пространстве является нормальной подгруппой группы движений, а в аффинном ― нормальной подгруппой группы аффинных преобразований.
- Параллельный перенос сохраняет направления ( т.е. для любого вектора {\displaystyle {\vec {a}}} верно, что {\displaystyle f({\vec {a}})={\vec {a}}})
- Преобразование, обратное к параллельному переносу {\displaystyle T_{\vec {a}}}  есть  {\displaystyle T_{-{\vec {a}}}}
- Композиция параллельных переносов {\displaystyle T_{\vec {a}}} и {\displaystyle T_{\vec {b}}}  есть  {\displaystyle T_{{\vec {a}}+{\vec {b}}}}
- Параллельный перенос переводит прямую в себя или в параллельную ей прямую, а плоскость - в себя или в параллельную ей плоскость.
- Параллельный перенос {\displaystyle T_{\vec {0}}} -  это тождественное преобразование.

## Вариации и обобщения
- Параллельное перенесение — обобщение понятия «параллельный перенос» на случай искривлённых пространств.
- Поступательное движение — движение в механике, разница положений при котором в любые 2 момента времени представляет собой параллельный перенос.
- Трансляция (кристаллография)
- Трансляционная симметрия